# Gomarábica
Serafim Colombo Gomes, mais conhecido pelo pseudônimo Gomarábica (Pires do Rio, 1932 - Goiânia, ?), foi um humorista, radialista e compositor brasileiro, que contribuiu com a música regionalista brasileira, fazendo sucesso nas décadas de 1960 e 1970. É o co-autor do sucesso Poeira, além de outras composições.

## Biografia
Gomarábica começou a carreira artística atuando em várias companhias de teatro como ator, cenógrafo e humorista. Apresentou-se em circos em diversas cidades do Brasil. Na década de 1960, quando então ainda integrava a caravana do Circo Irmãos Silva, se apresentou na cidade de Telêmaco Borba, no Paraná, onde acabou fixando residência.
Iniciou então trabalhos como radialista na Rádio Sociedade Monte Alegre, rádio fundada em 1950, atual Capital do Papel. Mario Cassiano, diretor da emissora na época, foi quem atendeu o pedido de Gomarábica para apresentar um musical na rádio. Em 1964 foi então ao ar o programa 'Dinah Mara Show', às 12 horas, ao vivo, ao lado de Maria Luiza (Dinah Mara), cantora, que era acompanhada pelo conjunto regional da companhia circense, com o sanfoneiro Geraldo, conhecido como "Perigo Loiro”, e que acabou sendo um grande sucesso.
A composição de autoria de Serafim Colombo Gomes e Luiz Bonan, foi premiada por vencer o "1° Festival de Música Sertaneja” promovido pela Rádio Nacional de São Paulo, em 1968. Esta música foi cantada primeiramente pelo Duo Glacial, uma dupla de cantores paulistanos de música sertaneja. Essa canção foi então também gravada por Sérgio Reis e foi utilizada, na íntegra, na abertura do filme O Menino da Porteira, filmografia de grande sucesso na época. Posteriormente foi gravada e regravada por inúmeros artistas como Raimundo Fagner, Xavantinho, Sérgio Reis, Pena Branca, Inezita Barroso, Chrystian & Ralf, Daniel, Padre Fábio de Melo (este último gravou a canção com o título "Poeira Vermelha"), entre outros, além de ter sido utilizada, também, no filme 2 filhos de Francisco, a partir de 00:31:46 até 00:33:58 (00:02:12 de execução)
Já a composição Soca Pilão fez sucesso com Trio Parada Dura. Entre outras composições estão também Colchão de Palha e A represa estourou gravadas pela dupla goiana Veloso e Velosinho, a primeira em 1975 e a outra em 1976. A composição Colchão de Palha chegou a ser canção título de um dos álbuns (LP).
Participou da política e chegou a ser candidato a vereador no município de Telêmaco Borba, ficando como suplente.
Por uma iniciativa da Prefeitura Municipal de Telêmaco Borba, criou-se o Projeto Gomarábica com o intuito de incentivar e valorizar os artistas locais. Foi implantando também o Festival Gomarábica, com periodicidades anuais, buscando promover a música regional, a competição entre artistas, premiando assim os melhores classificados com o Troféu Gomarábica.

## Vida pessoal
Era nascido no município de Pires do Rio, estado de Goiás. Entre seus relacionamentos está o casamento com Leide Ribeiro com quem teve os filhos Cileide e Edson Rivelino Gomes. Depois casou-se com a atriz, cantora e compositora Gina di Angellis, com quem também teve dois filhos, Sérgio Gomes e Suzy Mara Gomes. Faleceu na cidade de Goiânia.